# Joaquim Garcia Girona
Joaquim Garcia Girona (Benassal, 21 d'abril de 1867 - Baeza, 13 de desembre de 1928) va ser un poeta i mossèn valencià.
La seua principal obra és el llarg poema èpic Seidia, de 6.251 versos distribuïts en 1.045 estrofes i estructurat en un preludi, 13 cants i un epíleg. Va iniciar-ne la composició a les acaballes del segle xix i el va concloure al voltant de 1908. Aquest poema va ser guardonat als Jocs Florals de València de 1919 i va obtenir un immediat i gran èxit. Narra els primers moments de la reconquesta del Regne de València pel rei Jaume I. El poema, que Manuel Sanchis Guarner va considerar superior a la poesia d'exaltació habitual de l'època, posseeix gran intensitat expressiva, s'adhereix objectivament als fets històrics i treu profit de la riquesa del lèxic popular en forma de dites i refranys; s'hi pot resseguir la influència tant de Jacint Verdaguer com de Frederic Mistral.
Va realitzar una important tasca com a lingüista, amb l'elaboració del Vocabulari del Maestrat (lletres A-G), que va deixar inacabat i que anys més tard conclouria un altre lingüista valencià molt lligat al poble de Benassal: Carles Salvador. També se li deuen traduccions d'Horaci, tasca en la qual va aprofitar els profunds coneixements de llatí deguts a la seua formació de prevere. Del Jardí d'Horaci és un recull de 19 poemes i tres articles sobre teoria de la traducció d'una llengua clàssica a una llengua moderna.
És destacable en la seua carrera eclesiàstica la direcció del Seminari de Saragossa. En el moment de la seua mort era director del Seminari de Baeza.
L'any 1922 l'Ajuntament de Benassal el va nomenar fill il·lustre i li va dedicar un carrer i una placa commemorativa, que va ser destruïda durant la Guerra Civil. El 17 d'agost de 2021, en el marc de la commemoració del centenari de la publicació de Seidia, es va inaugurar una nova placa al carrer de l'Hospital, on havia estat l'anterior.